# 粉质花关木通
粉质花关木通（学名：Isotrema transsectum）为马兜铃科关木通属的植物。分布在缅甸以及中国大陆的云南，目前尚未由人工引种栽培。
叶片长卵形; 檐部圆筒形, 内面紫黑色密被紫色乳突。